# Xylocopa insularis
Xylocopa insularis är en biart som beskrevs av Smith 1857. Xylocopa insularis ingår i släktet snickarbin, och familjen långtungebin. Inga underarter finns listade i Catalogue of Life.